# Афера (фільм, 1973)
«Афера» (англ. The Sting) — американський кінофільм 1973 року, кримінально-авантюрна комедія режисера Джорджа Роя Гілла. Як і в попередній стрічці Гілла, «Буч Кессіді і Санденс Кід», у головних ролях — Пол Ньюман та Роберт Редфорд. Дії розгортаються в США 1936 року. В основі сюжету — складна афера двох професійних шахраїв проти боса мафії, яка має реальне підґрунтя: витівки братів-авантюристів Фреда та Чарлі Гондорф.
У 1974 році картина отримала 10 номінацій на премію «Оскар» і в 7 з них перемогла, включаючи номінації найкращий фільм, найкраща режисерська робота та найкращий оригінальний сценарій.
На 1 березня 2024 року фільм займав 115-ту позицію у списку 250 кращих фільмів за версією IMDb.

## Сюжет
Картину умовно поділено на 7 частин, заголовки до яких оформлено малюнками у стилі ретро.
«The players» (Гравці): Передмістя Чикаго — Джоліет, 1936 рік. Випадково жертвою двох вуличних шахраїв — молодого Джонні Хукера (Роберт Редфорд) та літнього Лютера Коулмана — став кур'єр, який працював на боса мафії Дойла Лоннегана (Роберт Шоу). Приятелі, заволодівши грошима ґангстерів, перетворилися на мішень: Коулмана вбили, а Хукер змушений тікати.
«The set-up» (Змова): Хукер прямує до Чикаго, до давнього друга Лютера і супер-афериста Генрі Гондорфа (Пол Ньюман). Нові партнери вирішують помститися над Дойлом Лоннеганом, видуривши у нього значну суму грошей і зробити це так майстерно, щоб той не зрозумів, що його ошукано. Вони виявили слабину боса мафії — Лоннеган шулер і має звичку грати в покер у потягах.
«The hook» (Гачок): Генрі видав себе за власника букмекерської контори, сів на той самий потяг, що і Лоннеган і виграв у нього 15 тис. доларів, при цьому страшенно розлютивши останнього своєю поведінкою та зухвалістю. Хукер, підісланий до роздратованого мафіозі, заявив, що й сам прагне помстися Гондорфу і запропонував сумісний план: якщо зробити велику ставку у конторі кривдника, то контора збанкрутує.
«The tale» (Легенда): Гондорф організував у Чикаго фальшиву букмекерську контору з підставними гравцями та персоналом, яка працювала зі ставками на кінних перегонах через телеграф. Хукер розказав Лоннегану, як планує обдурити Генрі за допомогою підкупленого співробітника телеграфної компанії «Western Union» і, навіть, продемонстрував це, давши можливість босу мафії зробити невелику ставку і заробити на цьому.
«The wire» (Телеграф): Лоннеган не до кінця вірить Хукеру і вимагає особистої зустрічі з працівником телеграфу. Аферисти майстерно організовують все так, аби ця зустріч відбулася: щоправда з підставним працівником, але у справжньому офісі компанії. Це остаточно переконує ґангстера у щирості намірів Хукера і успіху справи.
«The shut-out» (Проблема): Через пригоду у Джоліет на Хукера ведуть полювання і поліція, і люди Лоннегана. Гондорф організовує все так, щоб обдурити перших і знешкодити других, а Лоннегана підводять до того, що він готовий зробити вирішальну ставку.
«The sting» (Афера): За вказівками Хукера бос мафії зробив ставку на 500 тис. доларів і програв. Щоб вийти сухими з води, аферисти розігрують останню сцену: одразу після програшу імітують власну смерть від куль агентів ФБР, а Лоннеган змушений квапливо залишити букмекерську контору, щоб не бути причетним до кривавої справи.

## Сценарій

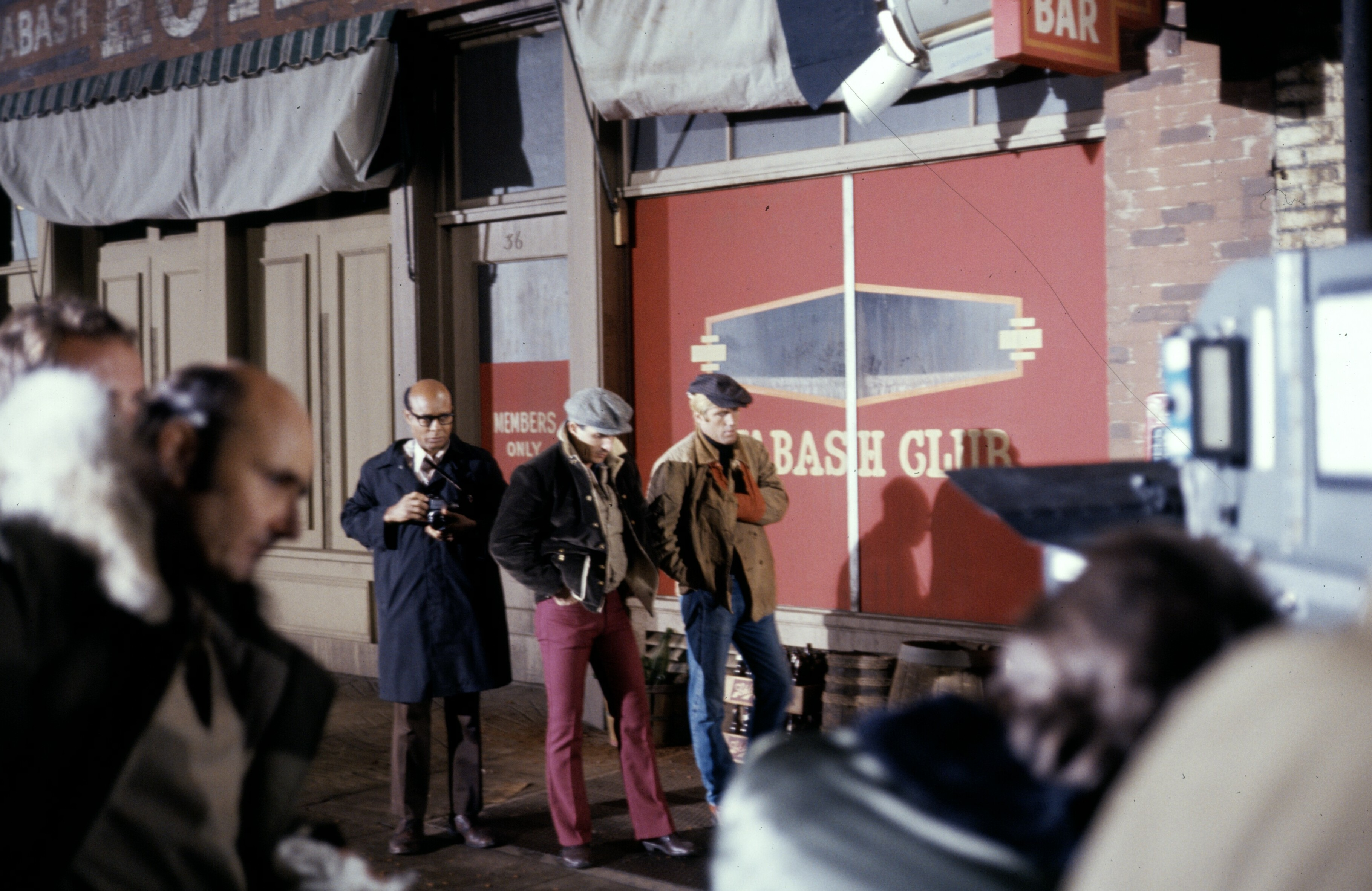
Натурні зйомки в Пасадені (Каліфорнія, США). Під час постановки кадру використовують дублерів

Ідея створення «Афери» народилася у Девіда С. Ворда, коли він працював над сценарієм до фільму «Стельярд Блюз» (1973) і досліджував тему крадіжок і шахрайства. Зокрема прототипами Генрі Гондорфа і Джонні Хукера стали брати Фред і Чарлі Гондорф, супер-аферисти, які «працювали» в США з кінця 1890-х по 1900-ті роки. Так у 1899 році, під час гри в покер, вони ошукали заможного лихваря з Сент-Луїсу на 200 тис. доларів. А також реалізовували афери, аналогічні до відтвореної у картині: фальшива букмекерська контора, змова про ставки на кінних перегонах. У 1917 році фортуна відвернулася від братів і вони потрапили у довгострокове тюремне ув'язнення. Після звільнення померли у безвісності, але в коштах не обмежені. Життя братів Гондорф, разом з іншими історіями про видатних шахраїв, зобразив і Девід Мауер у своїй книзі «The Big Con: The Story of the Confidence Man», перше видання якої вийшло ще в 1940 році. У деяких джерелах вказано, що в основі фільму — саме ця книга, а сам Мауер у 1974 році навіть подавав позов до суду на 10 мільйонів доларів, стверджуючи, що, принаймні, частину історії картини було взято з його книги. Втім у 1976 році це питання було вирішено в позасудовому порядку.
Цікаво, що Девід С. Ворд, стисло переказавши продюсерам зміст фільму, відмовився повідомити розв'язку, наполягаючи, щоб вони самі прочитали весь сценарій.
Назва стрічки (англ. The Sting) має подвійне значення: афера і, водночас, біль від обману. І стосується моменту, коли шахрай закінчує свою «гру» та забирає гроші жертви: якщо афера успішна, жертва не здогадається, що її було ошукано, принаймні, доки не зникне злодій.

## Постановка
Джордж Рой Гілл, режисер фільму, прагнув натурних зйомок, але виходити за межі знімального майданчика його відмовляв Генрі Бамстед. Досвідчений художник-постановник був певен, що тоді буде важко уникнути у кадрі таких невідповідних епосі явищ, як, наприклад, дорожня розмітка. Зрештою майже все зняли у павільйонах «Universal Pictures», окрім декількох сцен у Лос-Анджелесі та Чикаго. Примітним є те, що мер Чикаго Річард Дж. Дейлі протягом двох років відмовляв у будь-яких зйомках в місті, якщо його зображали негативно, але творчій групі «Афери» дав на три дні дозвіл.
Для художника-костюмера Едіт Хед Премія «Оскар» за найкращий дизайн костюмів цього фільму стала восьмою і останньою в її кар'єрі. У своїй промові під час церемонії нагородження вона сказала:

## Музика
Основною музичною темою фільму є реґтайм Скота Джопліна, адаптований Марвіном Гемлішем. І хоча насправді в 30-х роках, тоді коли відбуваються події, така музика вже не була в моді, вона вдало доповнює авантюрно-ганстерську атмосферу стрічки. За свою чудову роботу Марвін Гемліш здобув Оскара, а твори Скота Джопліна, зокрема композиція «The Entertainer», — нову хвилю зацікавлення та популярності. Альбом з мелодіями з «Афери» посів перше місце у чартах.
| Рік  | Чарт                                      | Позиція |
| ---- | ----------------------------------------- | ------- |
| 1974 | Australian Kent Music Report Albums Chart | 1       |
| 1974 | Billboard 200                             | 1       |

## Актори
| Актор            | Роль                     |
| ---------------- | ------------------------ |
| Пол Ньюман       | Генрі «Шоу» Гондорф      |
| Роберт Редфорд   | Джонні «Келлі» Хукер     |
| Роберт Шоу       | Дойл Лоннеган            |
| Чарльз Дернінг   | лейтенант Вільям Снайдер |
| Рей Волстон      | Джей Джей Сінглтон       |
| Ейлін Бреннан    | Біллі                    |
| Харольд Гулд     | Кід Твіст                |
| Джон Хеффернан   | Едді Найлз               |
| Дана Елкар       | агент ФБР Полк           |
| Джек Кіхоу       | Ері Кід                  |
| Дімітра Арлісс   | Лоретта Саліно           |
| Роберт Ерл Джонс | Лютер Коулман            |
| Саллі Кіркленд   | стриптизерка Крістал     |

- За сценарієм Дойл Лоннеган не був кульгавим, але став ним: за тиждень до початку зйомок Роберт Шоу порвав зв'язки коліна і не міг нормально ходити. Окрім того він мав постійно носити на нозі спеціальну скобу, яку під час зйомок вдало маскували широкі штани за модою 1930-х років[3].
- Коли Девід Ворд писав сценарій, у ролі Хукера він бачив Роберта Редфорда. Але актору не дуже сподобалася ця роль і спочатку він від неї відмовився. Згодом змінив своє рішення, хоча все ще не був певен щодо успіху картини. Перед тим як Редфорд передумав, роль Джонні Хукера пропонували Джеку Ніколсону, але він її повернув. Повністю Роберт Редфорд переглянув стрічку лише в червні 2004 року[3].
- Оскільки знадобилося б багато часу, щоб опанувати всі необхідні для фільму прийоми з картами, у рук Пола Ньюмана, який зіграв шулера Генрі Гондорфа, був дублер. У стрічці всі тасування колод і маніпуляції з картами виконав технічний консультант Джон Скерн[3].

## Вплив
Запозичення та наслідування «Афери» зустрічаються в багатьох картинах: «Люди в чорному» (1997), «Великий куш» (2000), «Одинадцять друзів Оушена» (2001), «Вбити Смучі» (2002), «Каратель» (2004), «Майстер блефу» (2005) та інші.
Стрічка також має продовження — «Афера — 2» (The Sting II). Фільм вийшов 1983 року, автором сценарію знову був Девід С. Ворд, але в картині знімалися вже інші актори, а імена головних героїв зазнали деяких змін. «Афера — 2» був менш успішним за свого попередника, хоча в 1984 році номінувався на здобуття Оскара за найкращу музику до фільму.

## Нагороди та номінації
Фільм здобув численну кількість нагород та номінацій, а в 2005 році був занесений до Національного реєстру фільмів для зберігання в Бібліотеці Конгресу США, як такий, що має культурне, історичне та естетичне значення.
Оскар (46-та церемонія вручення, 1974)
- Найкращий фільм: Тоні Білл, Джулія Філліпс, Майкл Філліпс
- Найкраща режисерська робота: Джордж Рой Гілл
- Найкращий оригінальний сценарій: Девід С. Ворд
- Найкращий художник-постановник: Генрі Бамстед, Джеймс У. Пейн
- Найкращий дизайн костюмів: Едіт Хед
- Найкращий монтаж: Вільям Рейнольдс
- Найкраща музика до фільму: Марвін Хемліш
- номінації:
  - Найкраща чоловіча роль: Роберт Редфорд
  - Найкраща операторська робота: Роберт Сертіс
  - Найкращий звук: Рональд Пірс, Роберт Р. Бертранд

Золотий глобус 1974
- номінація: Найкращий сценарій: Девід С. Ворд

Премія Давид ді Донателло 1974
- Найкращий іноземний актор: Роберт Редфорд

Премія «Едгар» 1974
- номінація: Найкращий фільм: Девід С. Ворд

Нагорода «Едді» 1974
- Найкращий монтаж фільму: Вільям Рейнольдс

Премія «Золотий екран» 1975
- Дистриб'ютор: Cinema International Corporation (CIC)

Премія «Kinema Junpo». Вибір читачів 1975
- Найкраща режисерська робота іноземного фільму: Джордж Рой Гілл

Премія «Вибір народу» 1975
- Улюблений драматичний фільм

Гільдія режисерів Америки (DGA) 1973
- Премія за видатні режисерські досягнення: Джордж Рой Гілл

Американська гільдія сценаристів (WGA) 1974
- номінація: Премія за найкращу оригінальну драму: Девід С. Ворд

Національна рада кінокритиків США 1973
- Премія за найкращий фільм
- Перелік «10 найкращих фільмів»

Американський інститут кіномистецтва
- номінації:
  - 100 найкращих американських фільмів (1998)[23]
  - 100 найкращих американських фільмів (2007)[24]
  - 100 комедій (2000)[25]
  - 100 найкращих героїв і лиходіїв (2003): лиходій Дойл Лоннеган (Роберт Шоу)[26]